# União de Minas (ort)
União de Minas är en ort i Brasilien.   Den ligger i kommunen União de Minas och delstaten Minas Gerais, i den södra delen av landet, 500 km sydväst om huvudstaden Brasília. União de Minas ligger 516 meter över havet och antalet invånare är 4 424.
Terrängen runt União de Minas är huvudsakligen platt. União de Minas ligger uppe på en höjd. Runt União de Minas är det glesbefolkat, med 10 invånare per kvadratkilometer.. Det finns inga andra samhällen i närheten. 
Omgivningarna runt União de Minas är en mosaik av jordbruksmark och naturlig växtlighet.